# Campionati europei di ciclismo su strada 2014 - Gara in linea maschile Junior
La gara in linea maschile Junior dei Campionati europei di ciclismo su strada 2014 si è svolta il 12 luglio 2014 in Svizzera, con partenza ed arrivo a Nyon, su un circuito di 14,4 km da ripetere 9 volte per un totale di 129,6 km. La medaglia d'oro è stata vinta dall'italiano Edoardo Affini con il tempo di 3h09'38" alla media di 41 km/h, argento al belga Jordi Warlop e a completare il podio il francese Pierre Idjouadiene.
Al traguardo 75 ciclisti completarono la gara.

## Squadre partecipanti
| N.    | Cod. | Squadra         |
| ----- | ---- | --------------- |
| 1-7   | AUT  | Austria         |
| 8-9   | AZE  | Azerbaigian     |
| 10-16 | BEL  | Belgio          |
| 20-22 | CYP  | Cipro           |
| 26-29 | CZE  | Repubblica Ceca |
| 30-36 | EST  | Estonia         |
| 37-43 | FIN  | Finlandia       |
| 44-50 | FRA  | Francia         |
| 51    | GEO  | Georgia         |
| 52-57 | GRE  | Grecia          |
| 58-64 | NLD  | Paesi Bassi     |
| 65-71 | IRL  | Irlanda         |
| 72    | ISR  | Israele         |
| 73-79 | ITA  | Italia          |
| 80-84 | LAT  | Lettonia        |
| 85    | LIE  | Liechtenstein   |
| 86-91 | LTU  | Lituania        |
| 93-97 | LUX  | Lussemburgo     |

| N.      | Cod. | Squadra     |
| ------- | ---- | ----------- |
| 98      | MKD  | Macedonia   |
| 99-101  | MDA  | Moldavia    |
| 102-108 | NOR  | Norvegia    |
| 109-115 | POL  | Polonia     |
| 116-122 | PRT  | Portogallo  |
| 123     | ROU  | Romania     |
| 124-130 | RUS  | Russia      |
| 131-134 | SMR  | San Marino  |
| 135     | SRB  | Serbia      |
| 136-142 | SVK  | Slovacchia  |
| 143-149 | SVN  | Slovenia    |
| 150-155 | ESP  | Spagna      |
| 157-161 | SWE  | Svezia      |
| 164-170 | SUI  | Svizzera    |
| 171-177 | TUR  | Turchia     |
| 180-184 | UKR  | Ukraina     |
| 185-190 | BLR  | Bielorussia |

## Ordine d'arrivo (Top 10)
| Pos. | Corridore          | Squadra     | Tempo    |
| ---- | ------------------ | ----------- | -------- |
| 1    | Edoardo Affini     | Italia      | 3h09'38" |
| 2    | Jordi Warlop       | Belgio      | s.t.     |
| 3    | Pierre Idjouadiene | Francia     | a 2"     |
| 4    | Gino Mäder         | Svizzera    | a 5"     |
| 5    | Tom Wirtgen        | Lussemburgo | s.t.     |
| 6    | Davide Plebani     | Italia      | a 9"     |
| 7    | Francesco Romano   | Italia      | s.t.     |
| 8    | Bram Welten        | Paesi Bassi | s.t.     |
| 9    | Kristjan Kumar     | Slovenia    | s.t.     |
| 10   | Rayane Bouhanni    | Francia     | s.t.     |